# Hypnopompie
Hypnopompie (letterlijk: leidend uit de slaap) is de benaming uit 1903 voor de staat van bewustzijn die soms ervaren wordt in de periode tussen het in slaap zijn en wakker worden. De term is afkomstig van Frederic Myers. Hypnopompie is niet hetzelfde als hypnagogie, al heeft het er veel van weg. Beide bewustzijnstoestanden worden ook wel aangeduid als sluimerhallucinaties.
Tijdens hypnagogie (bij het inslapen; letterlijk: leidend naar de slaap) probeert het wakend bewustzijn, overwegend het verstand, vat te krijgen op de onlogische beelden en associaties die optreden bij het in slaap vallen. Hypnopompie (bij het ontwaken) behelst juist het omgekeerde.
Verminderde activiteit in de frontale kwabben vlak na het ontwaken -ook wel 'sleep inertia' of 'slaapmatheid' genoemd- zorgt voor een verminderd reactievermogen en een verslechterd kortetermijngeheugen.
Net als bij hypnagogie ervaren veel mensen tijdens deze staat droomachtige hallucinaties.